# Cratère Magne
Le cratère Magne est un petit cône volcanique adventif du Piton de la Fournaise, le volcan actif de l'île de La Réunion, un département d'outre-mer français dans le sud-ouest de l'océan Indien. Il est situé au cœur du massif du Piton de la Fournaise sur le fond de la caldeira appelée Enclos Fouqué et en contrebas du Piton de Partage. Il fait partie du parc national de La Réunion.

## Formation
Formé lors d'une éruption volcanique en 1972, il y culmine depuis lors, d'après les cartes de l'Institut national de l'information géographique et forestière, à 2 141 m d'altitude.